# Profundiconus
Profundiconus ist der Name einer Gattung von Schnecken aus der Familie der Kegelschnecken, deren rund 27 rezente Arten in der Tiefsee des Indopazifik leben – mit Ausnahme einer ostpazifischen Tiefseeart.

## Merkmale
Die Kegelschnecken der Gattung Profundiconus tragen ein sehr kleines bis sehr großes, meist dünnes, kegelförmiges bis schmal kegelförmiges Schneckenhaus. Die zunächst gewinkelte Schulter wird bei den späteren Umgängen gerundet, doch können sie eine Rippe tragen. Auf den frühen Umgängen sind wenige Rippen vorhanden, die aber zahlreich und kleiner auf den späteren Umgängen werden. Vorhandene Knoten werden früh hinfällig. Die Analkerbe ist flach, der Protoconch weniggewindig bis vielgewindig. Das Periostracum ist glatt, das Operculum groß und gesägt.
Die mit einer Giftdrüse verbundenen Radulazähne haben einen Widerhaken und eine zugespitzte Spreite, die bis zu einer Hälfte des Vorderteils des Zahns einnimmt. Den Zähnen fehlt jegliche Zähnelung. Die Öffnung bei der Spitze ist groß, daneben beginnt ein äußerer Zacken, der sich zur Mitte hin erstreckt. Eine Falte am Schaft ist vorhanden, und an der schrägen Basis sitzt ein Sporn.

## Verbreitung und Lebensraum
Die Kegelschnecken der Gattung Profundiconus sind in der Tiefsee des Indopazifik verbreitet, eine einzige Art – Profundiconus emersoni – in der Tiefsee des östlichen Pazifischen Ozeans.

## Ernährung
Fressverhalten und Beute der Tiefseekegelschnecken sind bisher unbekannt. Aufgrund der Form der Giftzähne an der Radula im Vergleich zu anderen Kegelschnecken beziehungsweise Pfeilzünglern, bei denen diese Zähne dem Stechen und Vergiften der Beutetiere dienen, wird vermutet, dass die Schnecken der Gattung Profundiconus Vielborster (Polychaeta) fressen. Der einzige bisher bekannte Mageninhalt ist jedoch der Schnabel eines kleinen Kopffüßers, der von einem Profundiconus smirnoides (bei Marshall Profundiconus smirna) in der Tiefsee bei Neuseeland gefressen wurde.

## Arten
Zur Gattung Profundiconus werden folgende 28 Arten gezählt:
- Profundiconus barazeri Tenorio & Castelin, 2016
- Profundiconus cakobaui (Moolenbeek, Röckel & Bouchet, 2008)
- Profundiconus dondani (Kosuge, 1981)
- Profundiconus emersoni (Hanna, 1963)
- Profundiconus frausseni (Tenorio & Poppe, 2004)
- Profundiconus hennigi Hendricks, 2015 †
- Profundiconus ikedai (Ninomiya, 1987)
- Profundiconus jeanmartini G. Raybaudi Massilia, 1992
- Profundiconus kanakinus (Richard, 1983)
- Profundiconus lani (Crandall, 1979)
- Profundiconus limpalaeri Tenorio & Monnier, 2016
- Profundiconus loyaltiensis (Röckel & Moolenbeek, 1995)
- Profundiconus maribelae Tenorio & Castelin, 2016
- Profundiconus neocaledonicus Tenorio & Castelin, 2016
- Profundiconus neotorquatus (da Motta, 1985)
- Profundiconus pacificus (Moolenbeek & Röckel, 1996)
- Profundiconus profundorum (Kuroda, 1956)
- Profundiconus puillandrei Tenorio & Castelin, 2016
- Profundiconus robmoolenbeeki Tenorio, 2016
- Profundiconus scopulicola Okutani, 1972
- Profundiconus smirna (Bartsch & Rehder, 1943)
- Profundiconus smirnoides Tenorio, 2015
- Profundiconus stahlschmidti Tenorio & Tucker, 2014
- Profundiconus teramachii (Kuroda, 1956)
- Profundiconus tuberculosus (Tomlin, 1937)
- Profundiconus vaubani (Röckel & Moolenbeek, 1995)
- Profundiconus virginiae Tenorio & Castelin, 2016
- Profundiconus zardoyai Tenorio, 2015